# Poimenesperus nigrovelutinus
Poimenesperus nigrovelutinus är en skalbaggsart som beskrevs av Stefan von Breuning 1938. Poimenesperus nigrovelutinus ingår i släktet Poimenesperus och familjen långhorningar. Inga underarter finns listade i Catalogue of Life.